# Comuna Strömstad
Strömstad (Strömstads kommun) este o comună din comitatul Västra Götalands län, Suedia, cu o populație de 12.480 locuitori (2013).

## Geografie

### Zone urbane
Lista celor mai mari zone urbane din comună (anul 2015) conform Biroului Central de Statistică al Suediei:
| Nr | Zona urbană | Pop.  |
| -- | ----------- | ----- |
| 1  | Strömstad   | 7.176 |
| 2  | Skee        | 736   |
| 3  | Kebal       | 340   |
| 4  | Stare       | 205   |

## Demografie
| \| Evoluția demografică în comuna Strömstad, 1970–2015 \| Evoluția demografică în comuna Strömstad, 1970–2015 \| Evoluția demografică în comuna Strömstad, 1970–2015 \| Evoluția demografică în comuna Strömstad, 1970–2015 \| Evoluția demografică în comuna Strömstad, 1970–2015 \| \| ----------------------------------------------------------------------------------------------------- \| --------------------------------------------------- \| --------------------------------------------------- \| --------------------------------------------------- \| --------------------------------------------------- \| \| An \| \| \| Locuitori \| \| \| 1970 \| 1970 \| \| 9558 \| 9558 \| \| 1975 \| 1975 \| \| 9485 \| 9485 \| \| 1980 \| 1980 \| \| 9580 \| 9580 \| \| 1985 \| 1985 \| \| 10001 \| 10001 \| \| 1990 \| 1990 \| \| 10846 \| 10846 \| \| 1995 \| 1995 \| \| 10876 \| 10876 \| \| 2000 \| 2000 \| \| 11102 \| 11102 \| \| 2005 \| 2005 \| \| 11507 \| 11507 \| \| 2010 \| 2010 \| \| 11808 \| 11808 \| \| 2015 \| 2015 \| \| 12854 \| 12854 \| \| Sursa: SCB - Statistika Centralbyrån, Folkmängd efter region, civilstånd, ålder och kön. År 1968–2016 \| \| \| \| \| |      |  |           |       |
| Evoluția demografică în comuna Strömstad, 1970–2015 |      |  |           |       |
| An |      |  | Locuitori |       |
| 1970 | 1970 |  | 9558      | 9558  |
| 1975 | 1975 |  | 9485      | 9485  |
| 1980 | 1980 |  | 9580      | 9580  |
| 1985 | 1985 |  | 10001     | 10001 |
| 1990 | 1990 |  | 10846     | 10846 |
| 1995 | 1995 |  | 10876     | 10876 |
| 2000 | 2000 |  | 11102     | 11102 |
| 2005 | 2005 |  | 11507     | 11507 |
| 2010 | 2010 |  | 11808     | 11808 |
| 2015 | 2015 |  | 12854     | 12854 |
| Sursa: SCB - Statistika Centralbyrån, Folkmängd efter region, civilstånd, ålder och kön. År 1968–2016 |      |  |           |       |